# NGC 6059
NGC 6059 est une entrée du New General Catalogue qui concerne un corps céleste perdu ou inexistant dans la constellation d'Ophiuchus. Cet objet a été enregistré par l'astronome américain Lewis Swift le 6 mai 1886.